# Berlinale 1953
La Berlinale 1953 est la 3e édition du festival du film de Berlin, qui s'est déroulée du 18 juin 1953 au 28 juin 1953.

## Films en compétition
- The Boy Kumasenu de Sean Graham (Ghana)
- Là d'où l'on voit les cheminées (煙突の見える場所 (Entotsu no mieru basho)) de Heinosuke Gosho (Japon)
- Les Vacances de monsieur Hulot de Jacques Tati (France)
- Magie verte (Magia verde) de Gian Gaspare Napolitano (Italie-Brésil)
- L'amour n'est pas un jeu (Ein Herz spielt falsch) de Rudolf Jugert (Allemagne)
- Der Kampf der Tertia d'Erik Ode (Allemagne)
- Les Coupables (Processo alla città) de Luigi Zampa (Italie)
- Le Salaire de la peur de Henri-Georges Clouzot (France-Italie)
- Man on a Tightrope d'Elia Kazan (États-Unis)
- Panique à Gibraltar (I sette dell'orsa maggiore) de Duilio Coletti (Italie)
- Sengoku burai de Hiroshi Inagaki (Japon)
- Sans peur, sans pitié (O Cangaceiro) de Lima Barreto (Brésil)
- Le Village près du ciel (Sie fanden eine Heimat) de Leopold Lindtberg (Grande-Bretagne-Suisse)

## Palmarès
Les prix sont décernés à la suite d'un vote du public, chaque spectateur pouvant noter de un à quatre un film à l'issue de la projection.
- Ours d'or : Le Salaire de la peur de Henri-Georges Clouzot
- Ours d'argent : Magie verte de Gian Gaspare Napolitano
- Ours de bronze : Le Village près du ciel de Leopold Lindtberg